# サクラ (おとり)
サクラとは、イベント主催者や販売店に雇われて客や行列の中に紛れ込み、特定の場面やイベント全体を盛り上げたり、商品の売れ行きが良い雰囲気を偽装したりする者を指す隠語。当て字で偽客とも書く。

## 語義の由来
本来は江戸時代に芝居小屋で歌舞伎を無料で見るかわりに、芝居の見せ場で役者に掛声を掛けたりしてその場を盛り上げること、またはそれを行う者のことを『サクラ』といった。桜の花見はそもそもタダ見であること、そしてその場限りの盛り上がりを『桜がパッと咲いてサッと散ること』にかけたものだという。サクラの同義語に「トハ」があるが、これは鳩（はと）を逆に言ったもので、同様にぱっと散り去るからだという。
これが明治時代に入ると、露天商や的屋などの売り子とつるんで客の中に入り込み、冷やかしたり、率先して商品を買ったり、わざと高値で買ったりするような仕込み客のことも隠語でサクラと呼ぶようになった。サクラを「偽客」と書くようになったのはこの露天商などが用いた当て字が一般に広まったものである。
今日では、マーケットリサーチや世論調査などにおいても、良好な調査結果をもたらすために主催者側によって動員されたりあらかじめモニターや調査対象者の中に送り込まれた回し者のことを、サクラと呼ぶ。賭博場やオークション会場などで指し値を吊り上げる目的で主催者側の人間が紛れ込むこともそう呼ばれる。

## 具体例

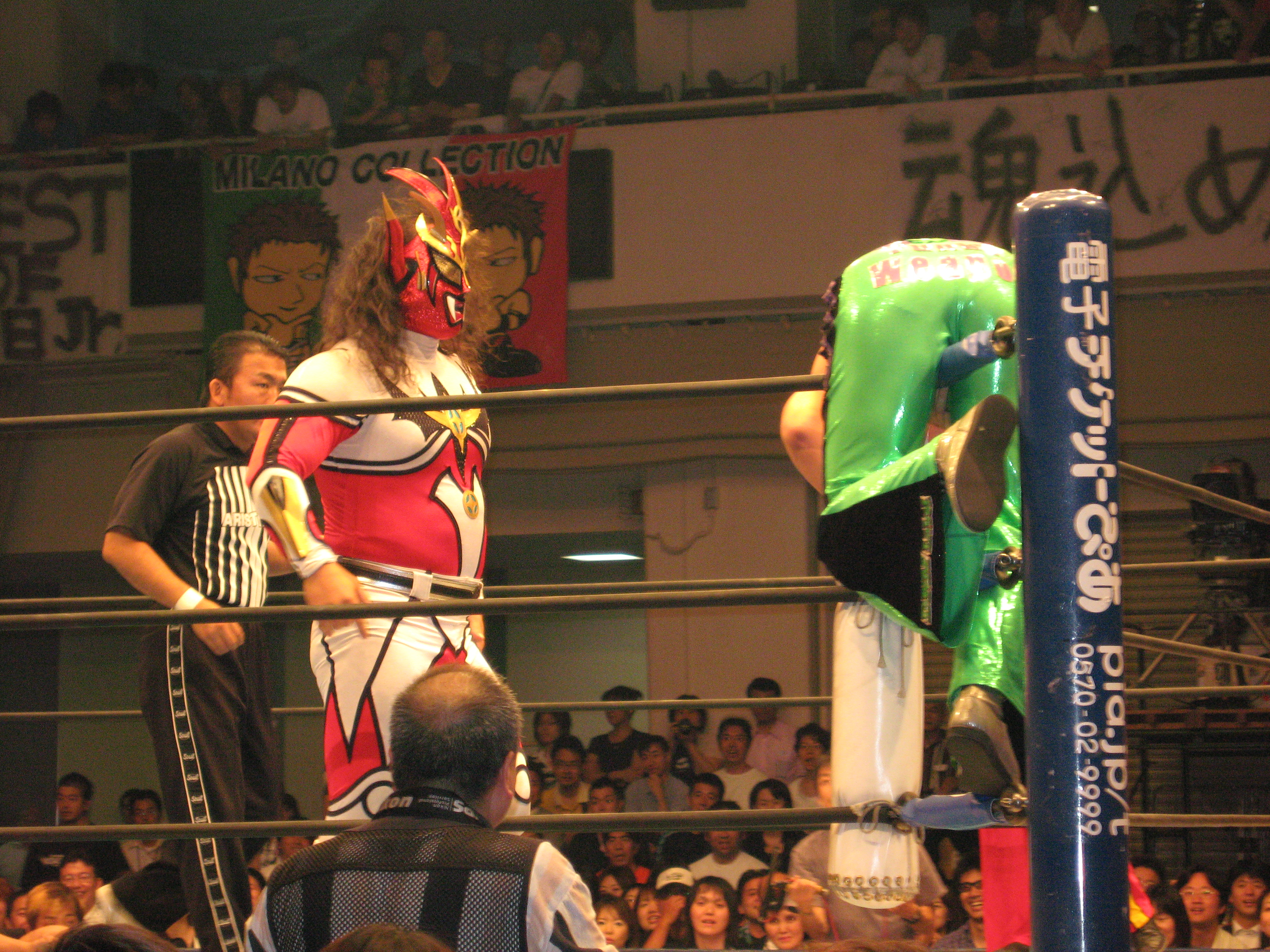
応援リーダーが使用する「魂込めて！新日本プロレス」の横断幕

行列商法において、「客の行列を恣意的に生成する手段」として、サクラが動員されたり、消費者生成メディアにおけるステルスマーケティングの一例として、ウェブサイトへのサクラを用いた書き込みが行われたりしている。
出会い系サイト
男性ユーザーに、期待できる女性利用客が多数いるよう勘違いをさせるため、出会い系サイト提供者側にサクラが雇われる。そのほとんどが、女性ではなく女性に成りすました男性ユーザーといわれる。写真はキャバ嬢を撮ったものや、他のウェブサイトからの流用など様々だが、いずれも無断流用である。
タウンミーティング
小泉内閣が行ったタウンミーティングで、一部の市民活動家や市民団体など都合の悪い人物を抽選で落とし、県・市職員を大量動員したり、謝礼を払って賛成派を参加させたりしていた（「タウンミーティング 小泉内閣の国民対話」を参照）。
プロレスリング興行
2006年、当時（後に「暗黒時代」「暗黒期」と呼ばれる）人気が低迷していた新日本プロレスは、客席を盛り上がっているように見せるために、他スポーツ（野球・サッカー）の応援経験者を複数会場内に配置し、応援リーダーとして会場の雰囲気を作り出そうとした（読売ジャイアンツの応援団#G-FREAKSを参照）。親会社が変更された2016年4月現在でも、これらの応援リーダーが「魂込めて～」の横断幕とともに、全国各地で行われている興行に帯同している。元新日本プロレス所属で現在はフリーランスのヨシタツ（山本尚史）は、これら応援リーダーたちとの交流を明言していて、2016年12月に行われたタカタイチ興行では「魂込めて～」Tシャツを着用して試合に入場している。
パチンコ
パチンコ店（ホール）に雇われて、店が繁盛していることや店の出玉が良いことを錯覚させたり、高設定台を一般客に打たせないことを任務として、パチンコ・パチスロの台を打つ人を指す。そのため店の関係者がやることが多い。台を打つための費用は雇い主の負担だが、利益の大半も雇い主のものとなるのが一般的である。インターネット、スパム、雑誌などで、この種のサクラを募集していることも多いが、これはカモ（募集に応じた者）に登録料を数十万円払わせるなど、すべて詐欺と考える。
心理学の実験社会心理学では、他人の振る舞いが人の心理や決定に及ぼす影響を実証実験する際に、実験装置としてサクラを使用して被験者の行動を観測する方法がある。サクラを使用した有名な実験として、ミルグラム実験、アッシュの同調実験などがある。
デモ活動
特定のデモや集会に、大勢の人が集まっているかのように見せるために、参加を呼びかけるケースがある。2024年12月に東京都内で行われたコロナウイルスワクチンに反対するデモでは、匿名・流動型犯罪グループ（トクリュウ）が集めたサクラが約800人参加していたことが報道された。

## 法的評価
サクラを使い、顧客に価値判断を誤らせて商品を販売すると日本では詐欺罪が成立するというのが確立した判例である。